# ميكلوس غابور
ميكلوس غابور (بالمجرية: Gábor Miklós)‏ هو ممثل مجري، ولد في 7 أبريل 1919 في زالاجيرسيج في المجر، وتوفي في 2 يوليو 1998 في بودابست في المجر. من الجوائز التي نالها جائزة كوشوت ‏.

## جوائز
- جائزة كوشوت [الإنجليزية]‏

## وصلات خارجية
- ميكلوش غابور على موقع IMDb (الإنجليزية)
- ميكلوش غابور على موقع أول موفي (الإنجليزية)
- ميكلوش غابور على موقع قاعدة بيانات الأفلام السويدية (السويدية)
- ميكلوش غابور على موقع ديسكوغز (الإنجليزية)
- ميكلوش غابور على موقع قاعدة بيانات الفيلم (الإنجليزية)
- ميكلوش غابور على موقع كينوبويسك (الروسية)